# 신일본 프로레슬링

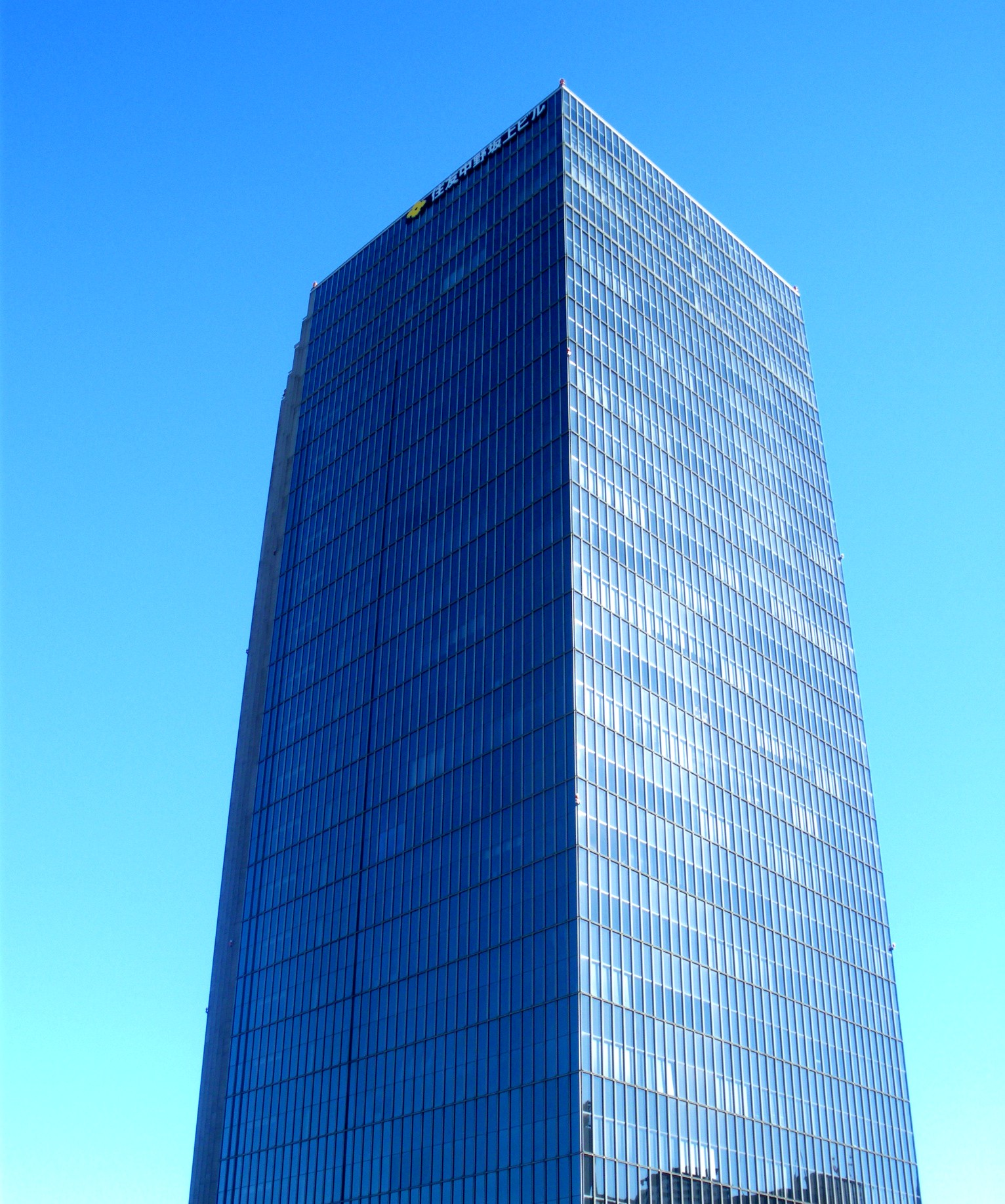

신일본 프로레슬링 (New Japan Pro-Wrestling), 이하 NJPW는 안토니오 이노키에 의하여 1972년에 창설된 일본 3대 메이저 프로레슬링 단체이다.

## 역사

### NJPW의 시작, New Japan Pro-Wrestling
1972년 안토니오 이노키가 창설하였고 현재는 이노키는 IGF에 주력하고 있는 상황이다. 1972년부터 1986년까지 NWA 연맹 산하에 운영되었다. 한때는 WWE, WCW, TNA, GFW와 제휴하였으며 현재는 CMLL, RoH, JAPW, RPW와 제휴하고 있다.
1년중 가장 큰 페이 퍼 뷰 (Pay-Per-View)는 매년 1월 4일 도쿄 돔에서 개최되는 레슬 킹덤이다.

### NJPW의 미국 진출
2011년 5월 11일 NJPW는 미국에 진출하게 된다. 5월 13일에는 뉴 저지, 5월 13일 뉴욕 , 5월 14일 필라델피아, 5월 15일 펜실베니아에서 투어를 개최되었으며 미국 투어를 통해 신설되는 IWGP 인터콘티넨탈 타이틀을 공개했다.
2017년 7월 1일과 7월 2일 롱 비치에서 열리는 미국투어를 통해 IWGP 유나이티드 스테이츠 타이틀을 공개했다.

## 주요 대회 및 PPV

### 최근 주요 대회 결과
| 날짜             | 대회명                    | 우승자                                 | 체급                     |
| ---------------- | ------------------------- | -------------------------------------- | ------------------------ |
| 2018년 3월 21일  | 뉴 재팬 컵                | 잭 세이버 Jr.                          | 모든 체급                |
| 2018년 6월 4일   | 베스트 오브 슈퍼 주니어   | 타카하시 히로무                        | 주니어 헤비웨이트        |
| 2017년 8월 13일  | G1 클라이맥스             | 나이토 테츠야                          | 모든 체급                |
| 2016년 8월 21일  | 슈퍼 J 컵                 | 쿠시다                                 | 주니어 헤비웨이트        |
| 2016년 11월 5일  | 슈퍼 주니어 태그 토너먼트 | 롯폰기 바이스 (바레타 & 록키 로메로)   | 주니어 헤비웨이트 태그팀 |
| 2016년 12월 10일 | 월드 태그 리그            | G.B.H. (마카베 토우기 & 혼마 토모아키) | 태그팀                   |

### 2018년 PPV 일정표
| 날짜                      | PPV                         | 장소            | 메인 이벤트 |
| ------------------------- | --------------------------- | --------------- | --- |
| 2018년 1월 4일            | 레슬 킹덤 12                | 도쿄            | 오카다 카즈치카 (C) VS 나이토 테츠야 (IWGP 월드 헤비웨이트 챔피언쉽)                                                                                   |
| 2018년 1월 27일 ~ 28일    | 뉴 비기닝 in 삿포로         | 삿포로          | 타나하시 히로시 (C) VS 스즈키 미노루 (IWGP 인터콘티넨탈 챔피언쉽) 1월 27일 케니 오메가 (C) VS 제이 화이트 (IWGP 유나이티드 스테이츠 챔피언쉽) 1월 28일 |
| 2018년 3월 9일 ~ 21일     | 뉴 재팬 컵 2018             | 니가타 (결승전) | 타나하시 히로시 VS 잭 세이버 Jr. (뉴 재팬 컵 2018 결승전)                                                                                              |
| 2018년 4월 1일            | 사쿠라 제네시스 2018        | 도쿄            | 오카다 카즈치카 (C) VS 잭 세이버 Jr. (IWGP 월드 헤비웨이트 챔피언쉽)                                                                                   |
| 2017년 5월 3일 ~ 4일      | 레슬링 돈타쿠 2018          | 후쿠오카        | 케니 오메가 VS 행맨 페이지 5월 3일 오카다 카즈치카 (C) VS 타나하시 히로시 (IWGP 월드 헤비웨이트 챔피언쉽) 5월 4일                                      |
| 2018년 5월 18일 ~ 6월 4일 | 베스트 오브 슈퍼 주니어 XXV | 도쿄 (결승전)   | 이시모리 타이지 (A조 1위) VS 타카하시 히로무 (B조 1위) (베스트 오브 슈퍼 주니어 XXV 결승전)                                                            |
| 2018년 6월 9일            | 도미니언 6.9 in 오사카 성   | 오사카          | 오카다 카즈치카 (C) VS 케니 오메가 (IWGP 월드 헤비웨이트 챔피언쉽) (시간 무제한 3판 2선승 1:2)                                                         |